# 華盛頓鎮區 (內布拉斯加州富蘭克林縣)
華盛頓鎮區（英語：Washington Township）是位於美國內布拉斯加州富蘭克林縣的一個行政鎮區。

## 地方資料
華盛頓鎮區的面積為186.67平方千米，當中陸地面積為186.45平方千米，而水域面積為0.22平方千米。根據2020年美國人口普查的數據，當地共有人口135人，而人口密度為每平方千米0.72人。